# Царьград Тырнов
Царьград Тырнов (болг. Цариград Търнов) — формула, входившая в титулатуру тырновских патриархов XIV века. В древнеболгарской литературе этим эпитетом называется столица Болгарского царства — Тырнов (ныне Велико-Тырново).
Формула впервые встречается в 1272 году в приписке, сделанной пресвитером Драгией, к Тырновскому евангелию. Атрибутивное словосочетание «цра град Трьнова» приведено в житии Иоакима (ум. 1246) — первого тырновского патриарха в освобождённой от византийского владычества Болгарии.

## В литературе

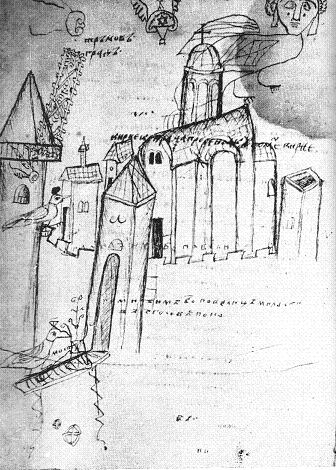
Тырнов. Брашовские минеи (сер. XIV)

«Царьград Тырнов» фигурирует в древнеболгарской литературе времён Ивана Асеня II (правл. 1218—1241), при котором Болгария играла роль гегемона на Балканах, и Ивана Александра (правл. 1331—1371). Достойное место Тырнов занимает в «Софийском песнивце» 1337 года. В переведённой на болгарский язык Манассиевой хронике место, где в оригинале речь шла о византийском императоре и Константинополе, занял болгарский царь и его столица Тырнов: «Вот что приключилось со старым Римом, наш же юный Царьград растёт и мужает, крепнет и молодеет. …Царь, великий владыка и славный победоносец [от корня Иоаннова, величавого царя болгар Асеня…] пусть в его царстве без счёта восходит солнце». В произведениях «канцелярской литературы» 1340—1350-х годов тема Царьграда Тырнова нашла дальнейшее развитие. В том числе в глоссе Теотокия Псилицы, помещённом в евангелие, которое было переведено «повелением и трудолюбивым тщанием всеосвященного патриарха богоспасаемого Царьграда Тырнова и всей Болгарии господина Симеона»; в приписке Германова сборника 1359 года, написанного «при патриархе всеосвященном Феодосии богоспасаемого Царьграда Тырнова». В это время формула «Царьград Тырнов» входила в титулатуру тырновского патриарха. Так, в послании к зографским монахам патриарх Феодосий II подписывался: «Феодосий, милостью божьей патриарх Царьграда Тырнова и всех болгар». Таким, образом литература формировала идею «Тырнов — новый Царьград», возможно, как независимый центр православия, в противопоставление Константинополю, захваченному в 1204 году крестоносцами.